# Акут (праславянский язык)
Аку́т (от лат. acutus — острый; высокий; также акутовое ударение; акутовая интонация) — восходящая интонация долгих слогов в системе ударения праславянского языка, реконструируемая наряду с циркумфлексом — нисходящей интонацией. Выделяют исконный акут и инновационный — новый акут. Некоторые исследователи рассматривают акут как восходяще-нисходящую интонацию.
Акут праславянского языка реконструируется на основе соответствий, характерных для просодических систем современных славянских языков: на основе восходящего ударения в словенском языке (словен. vrána «ворона»); на основе нисходящей краткой интонации в сербскохорватском языке (серб. врȁна, хорв. vrȁna); на основе долготы гласных в чешском языке (чеш. vrána) и ударения на второй части русских полногласных сочетаний оро́, оло́, ере́ (рус. воро́на, вперёд).
Праславянскому акуту соответствует балтийский акут, с которым они имеют общее происхождение. Ранее считалось, что акут генетически восходит к интонации долгих праиндоевропейских монофтонгов и дифтонгов. В настоящее время считается, что праславянский и балтийский акут возник на месте интонации слогов с ларингалами.
В результате перемещения ударения на предшествующий слог с циркумфлексной интонацией в определённых позициях возник так называемый новый акут (новоакутовое ударение). Акут, сохранившийся в прежней позиции, получил название старого акута.
В транскрипции акут традиционно обозначается знаком ◌́. В новейших исследованиях по праславянской акцентологии акут (старый) обозначается знаком a̋ (*kőrva «корова»), краткий новый акут — знаком à (*bòbъ «боб»), долгий новый акут — знаком ã (*kõrļь «король»).